# المر دیویس
المر دیویس (انگلیسی: Elmer Davis؛ ۱۳ ژانویه ۱۸۹۰ – ۱۸ مه ۱۹۵۸ (سن ۶۸) نویسنده اهل ایالات متحده آمریکا بود.
وی همچنین برندهٔ جوایزی همچون جایزه پیبادی و بورسیه رودز شده‌است.